# Eutaw
Eutaw város az USA Alabama államában, Greene megyében, melynek megyeszékhelye is. Lakosainak száma 2937 fő (2020. április 1.).

## Népesség
A település népességének változása:

| 2010 | 2 934 |
| 2020 | 2 937 |